# 徐肇平
徐肇平（Shaopin，1988年3月25日—），祖籍東莞，香港藝人及主持，亦是藝人黃淑儀之子，2014年簽約無綫電視成爲旗下合約藝員，2016年離巢。曾於明珠台節目《港生活·港享受》擔任固定主持。2015年2月出版了個人書籍。他曾被無綫雪藏，曾為ViuTV拍劇。
2020年8月回巢，成為無綫基本合約藝人，後於2024年9月離開無綫電視。

## 演出作品

### 節目
| 首播          | 節目名                   | 備註 |
| 無綫電視      |                          |      |
| 2014年5月11日 | 《吾淑吾食》             | 嘉賓 |
| 2014年5月20日 | 《今日VIP》              | 嘉賓 |
| 2014年11月    | 《港生活·港享受》        | 主持 |
| 2015年10月3日 | 《吾淑吾食》             | 嘉賓 |
| 2016年1月     | 《儀煮賀年菜》（華麗台） | 主持 |

### 電視劇
| 首播     | 劇名                      | 角色                  |
| 無綫電視 |                           |                       |
| 2016年   | 《殭》                    | 殭屍（第21-22、25集） |
| 2022年   | 《白色強人II》            | 阮振輝（輝仔）        |
| 2024年   | 《婚後事》                | Jeffrey               |
| ViuTV    |                           |                       |
| 2016年   | 《三一如三》              | 陳旭平（第28集起）    |
| 2017年   | 《瑪嘉烈與大衛系列 前度》 | 浩然                  |
| 2018年   | 《身後事務所》            | Jeremy (第18集)       |
| 2019年   | 《婚內情》                | 陳新偉                |
| 2019年   | 《詭探前傳》              | Tim                   |
| 2019年   | 《Reboot》                | 崔神父                |
| 2019年   | 《娛樂風雲》              | Joshua                |

## 個人作品
- 《SHAO'S KITCHEN─自煮生活食譜》ISBN 9789888288502

## 外部連結
- 徐肇平的新浪微博（繁體中文）